# الحرقة

تعديل مصدري - تعديل

الحرقة هي إحدى حارات حي المشنة بمدينة إب اليمنية، بلغ تعداد سكانها 328 نسمة حسب تعداد اليمن لعام 2004.